# Sam l'aquila
Sam l'aquila (Sam the eagle) è un personaggio del Muppet Show, interpretato da Frank Oz. Lui è un'aquila calva ed essendo il simbolo nazionale degli Stati Uniti, ha un forte spirito patriottico (il nome Sam è probabilmente ispirato da "Zio Sam") a differenza dal resto del cast dei Muppet, così come la sua rigidità generale e pomposità. A causa di questo, è stata una gag ricorrente, che mostra il suo patriottismo verso gli Stati Uniti.
Sam spesso pensa che lo spettacolo sia pessimo e privo di dignità ed ha spesso cercato di "migliorare" lo spettacolo con dei numeri dignitosi e culturali, senza mai un successo apparente.